# Pierre François Cornic-Dumoulin
Pierre François Cornic (Île-de-Bréhat, 23 luglio 1731 – Bréhat, 11 aprile 1801) è stato un ammiraglio francese, distintosi come ufficiale nel corso della guerra dei sette anni, nella guerra d'indipendenza americana e nelle guerre rivoluzionarie francesi.

## Biografia
Nacque a Île-de-Bréhat il 23 luglio 1731, figlio di Yves e di Françoise Corouge. Si arruolò nella marina mercantile nel 1740 ed effettuò numerosi viaggio nella Antille e a Terranova.
Nel 1755 si imbarcò come pilota sul vascello della Marine royale da 64 cannoni Opiniâtre appartenente alla squadra navale di Dubois de La Motte inviata in Canada, poi nel 1756 fu ufficiale in seconda e pilota del cutter Agathe sotto gli ordini di suo cugino Charles Cornic. Nel 1758 fu nominato Officier Bleu, e nell'aprile dello stesso anno si imbarcò sulla fregata Écho per una missione di trasporto in Canada. Il 29 maggio la sua nave fu catturata dagli inglesi ed egli divenne prigioniero di guerra, ma venne rapidamente liberato e nel 1761 divenne tenente di vascello e comandante della fregata da 32 cannoni Licorne, e promosso tenente di fregata nel 1762 assunse il comando della fregata Étourdie in partenza per portare assistenza a Saint-Domingue rimanendovi sino al 1763. In quello stesso anno riprese servizio nella marina mercantile, ma nel 1778 fu richiamato in servizio come ufficiale ausiliario. Durante la guerra d'indipendenza americana comandò la corvetta Serin nel 1780, poi la nave Jeune-Henri (1782-1783) e nuovamente la Serin dal 1783 al 1785.
Ammesso definitivamente in servizio nella Marine royale nel luglio 1783 come tenente di fregata, operò come istruttore (“officier de classes”) a Morlaix nell'aprile 1786 e poi, dopo lo scoppio della rivoluzione francese a Tréguier nell'aprile 1791. Il 10 aprile 1793 fu nominato capitano di vascello, e contrammiraglio nell'ottobre dello stesso anno. 
Assunse il comando della squadra riunita a Saint-Malo che doveva attaccare le  isole di Jersey e Guernsey, ma l'operazione non fu mai effettuata. Successivamente dovette unirsi alla flotta di Louis Thomas Villaret de Joyeuse, ma a causa del blocco del porto da parte degli inglesi, le sue navi non parteciparono al Glorioso Primo di Giugno. Alla ricerca della flotta, l'8 giugno 1794 incontra con le sue otto navi lo squadra navale di George Montagu, forte di nove navi. Ritiratosi il 9 giugno nello stretto del Goulet di Brest, con l'arrivo della flotta di Villaret de Joyeuse, forte di 19 navi, Montagu vista la superiorità numerica avversaria preferì ritirarsi. Nel marzo 1795  assunse il comando della forze navali francesi presenti nel Canale della Manica, e nel mese di ottobre fu promosso viceammiraglio, ma il Direttorio non confermò la promozione.
Nominato comandante delle forze militari Saint-Malo nel 1797, l'anno successivo e sospeso dal servizio per mancanza di senso civili, e nel mese di luglio riformato. Si spense a Bréhat l'11 aprile 1801.

### Fonti
1. 1 2 3 4 5  Threedecks.
2. 1 2 3  Cormack 1995, p. 270.
3. 1 2  Geneanet.
4. 1 2 3 4 5  Taillemite 1982, p. 110.
5. 1 2 3 4  Cormack 1995, p. 271.